# Alby, Haninge kommun
Alby är en småort i Haninge kommun i Stockholms län. Alby ligger öster om Jordbro i Österhaninge socken och klassades som en småort första gången år 2010.
Alby omnämns som by redan år 1362 då det talas om en Michiall j Alby. Alby kom sedermera lyder under Sanda gård.